# Kujikata Osadamegaki
O Kujikata Osadamegaki (公事方御定書, lit. "livro de normas para oficiais públicos") foi um livro de normas de dois volumes para burocratas jurídicos japoneses durante o Período Edo (江戸時代). Foi editado pelo xogun Tokugawa Yoshimune em 1742. 
O livro foi usado para determinar julgamentos adequados e punições para servos dos daimyō (大名), mas esses servos não eram obrigados a seguir as linhas do Kujikata Osadamegaki. Além disso, eles só tinham o dever formal de seguir a justiça pelas diretrizes do Confucionismo japonês sobre como servir a um daimyō.